# Поповкин, Борис Александрович
Борис Александрович Поповкин (21 июня 1937, Берлин (Германия) — 15 марта 2008, Москва) — советский химик, специалист в области неорганической химии и материаловедения, один из основателей научного направления «Поиск новых сегнетоэлектрических и высокотемпературных сверхпроводящих материалов». Доктор химических наук (1984), профессор МГУ им. М. В. Ломоносова (1988). Награжден медалью им. Н.С. Курнакова. Лауреат Государственной премии СССР (1982). Заслуженный деятель науки РФ (1998).

## Биография
Б. А. Поповкин родился 21 июня 1937 года в Берлине. С 1943 года жил в Москве. В 1954 году окончил 665 школу г. Москвы с серебряной медалью и поступил на химический факультет МГУ, который окончил в 1959 году. С 1959 по 1962 год обучался в аспирантуре на кафедре неорганической химии химического факультета МГУ, с 1962 года работал в должности младшего научного сотрудника той же кафедры. В 1963 году Б.А. Поповкин успешно защитил диссертацию на соискание ученой степени кандидата химических наук. Работа была выполнена под руководством проф., член-корр. АНСССР А.В. Новоселовой и доц. Ю.П. Симакова. С 1968 года занимал должность старшего научного сотрудника. В 1984 году Б.А. Поповкин защитил докторскую диссертацию. С 1986 года он являлся заведующим лабораторией направленного неорганического синтеза и до 1992 года был заместителе декана по науке, а с 1987 года — главным научным сотрудником кафедры неорганической химии. В 1988 году получил ученое звание профессора.
Б. А. Поповкин был женат на Ионовой Татьяне Николаевне с августа 1959 года. Имел двух братьев и сестру.

## Научная деятельность
Тема кандидатской диссертации Б. А. Поповкина: «Физико-химическое изучение тройной системы свинец-селен-кислород», докторской — «Физико-химические основы управляемого синтеза сульфойодида сурьмы и других халькоген (оксо-)-галогенидов сурьмы и висмута».
Научная деятельность ученого связана с неорганической химией, химией твердого тела, химией неорганических супрамолекулярных образований, химией функциональных неорганических материалов.
Б. А. Поповкиным были разработаны термодинамические и кинетические основы управляемого синтеза монокристаллов сегнетоэлектриков-полупроводников. Совместно с другими учеными была создана и внедрена технология эффективных гидроакустических приемников. Был предложен тензиметрический метод определения ширины области гомогенности нестехиометрических кристаллических фаз, разработаны элементы теории управления составом нестехиометрических фаз при осаждении из пара.
В течение последних лет жизни основным научным направлением исследования Б. А. Поповкина являлась разработка научных основ конструирования кристаллических неорганических фаз с особыми диэлектрическими, сверхпроводящими, магнитными и анизотропными электрическими свойствами. Под его руководством синтезированы и изучены новые семейства нецентросимметричных соединений, а также новые типы неорганических супрамолекулярных ансамблей.
Б. А. Поповкин опубликовал около 260 научных работ, имеет 9 авторских свидетельств.
Б. А. Поповкин неоднократно был членом Ученого совета химического факультета, а также являлся членом (1985, 1989) и заместителем председателя (1996) экспертного совета ВАК по неорганической химии. В течение 2002-2006 гг. работал в составах оргкомитетов и программных комитетов международных и российских конференций. Также Б. А. Поповкин был членом редколлегий нескольких журналов: «Известия АН. Серия «Неорганические материалы» (1986—1995), «Вестник Московского университета. Серия «Химия» (1986—2000), «Известия АН. Серия химическая» (2000), членом редакционного совета издательства «Мир» (1988), главным редактором стенной газеты «Советский химик» (1960-е).

## Учебно-педагогическая деятельность
Б.А. Поповкин принимал активное участие в учебно-методической работе. Ученый руководил множеством курсовых работ, подготовил 27 кандидатов и 4 докторов наук. В 1996 г. разработал и прочел раздел в новом спецкурсе кафедры «Основы неорганического синтеза». Читал лекции в лабораторном спецкурсе «Направленный синтез некоторых классов неорганических соединений». В 1994-1995 гг. был членом ГЭК Химического факультета. Б.А. Поповкин являлся членом методической комиссии кафедры неорганической химии, принимает вступительные экзамены в аспирантуру и экзамены кандидатского минимума. 

## Почести и награды
- Медаль им. Н.С. Курнакова
- Медаль «Ветеран труда»
- Медаль «За доблестный труд. В ознаменование 100-летия со дня рождения В.И. Ленина» (1970)
- Бронзовая медаль ВДНХ (1983)
- Лауреат Государственной премии СССР в области науки и техники (1982)
- Лауреат премии Минвуза СССР
- Лауреат I премии на конкурсе научных работ ВХО им. Д. И. Менделеева (1976)
- Лауреат премии МАИК
- Заслуженный деятель науки РФ (1998)
- Заслуженный научный сотрудник Московского государственного университета им. М.В. Ломоносова (2006)

## Память
С 2011 года на химическом факультете Московского университета учреждена премия имени Б. А. Поповкина.